# Vua Banh Bàn
Vua Banh Bàn (tiếng Tây Ban Nha: Metegol) là phim điện ảnh hài kịch sử thi nói Ban Nha năm 2013 do Juan José Campanella biên kịch và đạo diễn. Phim do 100 Bares sản xuất, và được phân phối bởi Universal Pictures. Phim từng khởi chiếu tại Việt Nam vào ngày 10 tháng 4 năm 2015.

## Lồng tiếng
- David Masajnik vai Amadeo
- Fabián Gianola vai El Beto
- Miguel Ángel Rodríguez vai Capitán Liso
- Horacio Fontova vai Loco
- Pablo Rago vai Capi
- Lucía Maciel vai Laura
- Diego Ramos vai Grosso

## Tiếp nhận
Trên trang mạng tổng hợp kết quả đánh giá Rotten Tomatoes, Vua Banh Bàn đạt mức đánh giá 67% dựa theo 15 ý kiến, với điểm trung bình là 5,6/10. Trên trang Metacritic, phim nhận được điểm trung bình 38 trên 100, dựa theo ý kiến của 5 nhà phê bình.